# Shamima Begum
Shamima Begum (ur. 1999) – obywatelka Wielkiej Brytanii, która w wieku 15 lat wraz z dwoma koleżankami uciekła z domu i wyjechała do Turcji, a następnie Syrii, celem przyłączenia się do tzw. Państwa Islamskiego. Po jego upadku próbowała wrócić do Wielkiej Brytanii, jednak odebrano jej brytyjskie obywatelstwo, uniemożliwiając jej powrót. W czerwcu 2020 sąd apelacyjny stwierdził, że ma prawo wrócić do Wielkiej Brytanii, aby móc odwołać się od decyzji pozbawiającej jej obywatelstwa. W lutym 2023 r. jej odwołanie zostało oddalone. W 2024 r. Sąd Apelacyjny uznał decyzję pozbawiającą Begum obywatelstwa za prawomocną. 
Ucieczka Begum i jej koleżanek była sukcesem propagandowym Państwa Islamskiego. Jednocześnie jej ucieczka i chęć powrotu stały się przedmiotem szerokiej debaty medialnej w Wielkiej Brytanii, która odbywała się w kontekście podejścia, jakie należy przyjąć względem powracających dżihadystów.

## Życiorys

### Ucieczka do tzw. Państwa Islamskiego

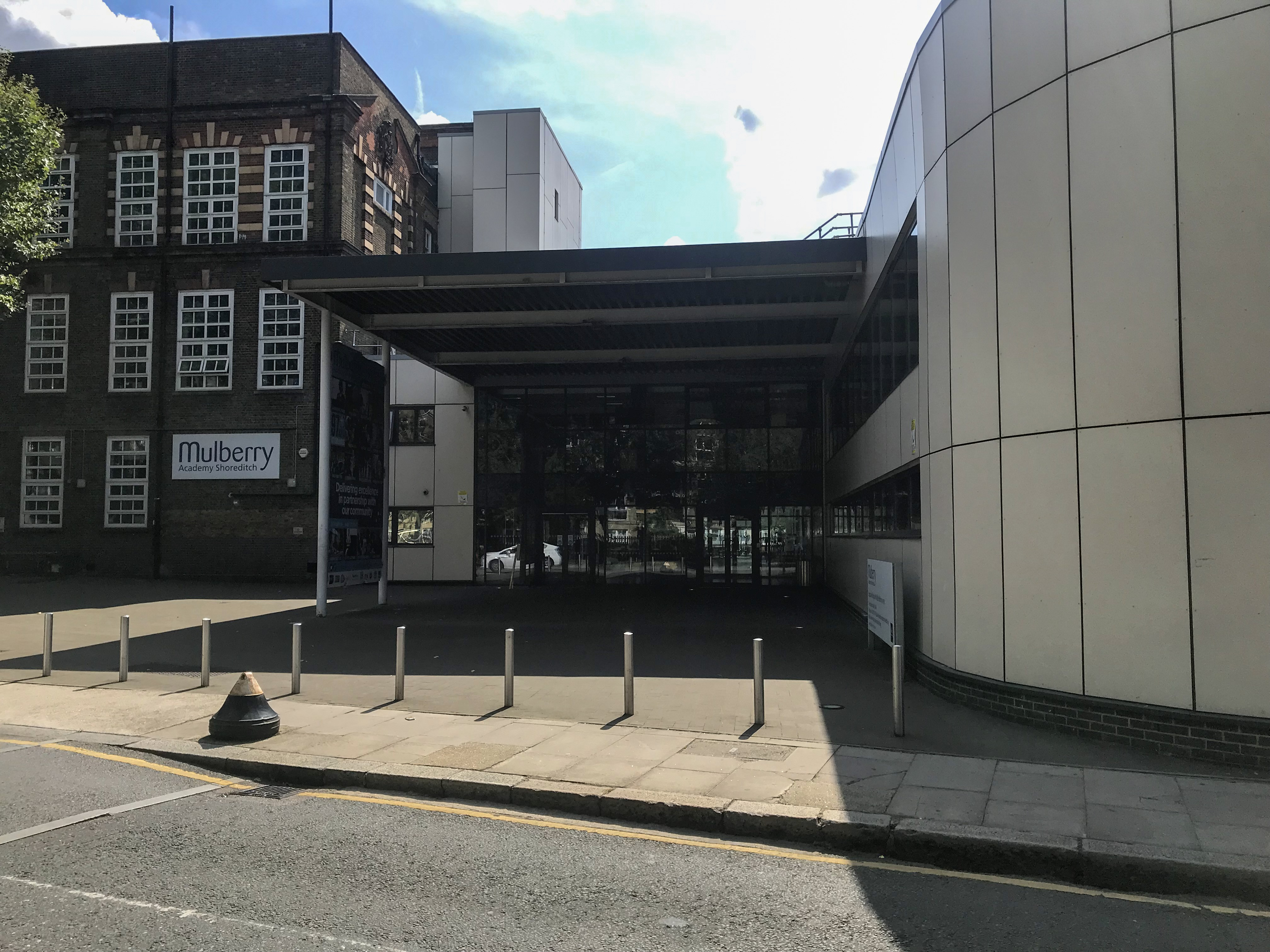
Szkoła w Londynie, do której uczęszczała Begum

Begum urodziła się w Wielkiej Brytanii, w muzułmańskiej rodzinie imigrantów z Bangladeszu. Wychowała się w londyńskiej dzielnicy Bethnal Green, gdzie uczęszczała do szkoły. W lutym 2015, w wieku 15 lat, wraz z dwoma koleżankami z tej samej szkoły, Amirą Abase i Kadizą Sultana, uciekła z domu i poleciała do Turcji, a następnie do Syrii celem dołączenia do bojowników tzw. Państwa Islamskiego (ISIS).
Po tym, jak sprawa ucieczki trzech koleżanek z londyńskiej szkoły obiegła brytyjskie media, ich rodzice liczyli na to, że celem ich wyjazdu jest sprowadzenie kolejnej uczennicy Sharmeemy Begum (przypadkowa zbieżność nazwisk), która również uciekła do Syrii w grudniu 2014.
Dziesięć dni po przyjeździe do Syrii wyszła za mąż za holenderskiego islamskiego neofitę Yago Riedijka, który również wyjechał do Syrii i przyłączył się do tzw. Państwa Islamskiego w październiku 2014. Małżeństwo to nie jest uznawane przez holenderskie prawo, jako że Shamima była nieletnia w momencie jego zawarcia. Miała z nim troje dzieci, jednak wszystkie zmarły krótko po narodzeniu. Najmłodsze dziecko urodziło się w obozie dla uchodźców w lutym 2019 r., jednak zmarło miesiąc później na chorobę płuc.
Według doniesień „The Daily Telegraph”, Begum była „policjantką moralności”, zajmującą się egzekwowaniem ultrakonserwatywnych reguł obyczajowych narzucanych przez Państwo Islamskie, dotyczących ubioru lub ścisłej segregacji kobiet i mężczyzn. Podczas pracy nosiła karabin Kałasznikowa i zyskała reputację osoby wysoce rygorystycznej. Begum zajmowała się również rekrutacją innych kobiet dla Państwa Islamskiego.

### Upadek tzw. Państwa Islamskiego i chęć powrotu do Wielkiej Brytanii
W lutym 2019, gdy tzw. Państwo Islamskie chyliło się ku upadkowi, korespondent wojenny brytyjskiej gazety „The Times”, Anthony Loyd znalazł Begum w obozie dla uchodźców w Al-Haul w północnej Syrii. Podczas rozmowy Begum wyznała, że jest w zaawansowanej ciąży i że chciałaby wrócić do Wielkiej Brytanii, by móc tam wychować swoje dziecko. Stwierdziła jednak, że nie żałuje decyzji o przyłączeniu się do ISIS. Mówiła, iż widok obcinanych głów nie zrobił na niej wrażenia, jako że były to głowy „wrogów islamu”. Przyznała, że upadłe Państwo Islamskie nie zasługiwało na zwycięstwo ze względu na korupcję i opresję. Trzy dni po tym wywiadzie Begum urodziła syna.
Pod koniec lutego udzieliła drugiego wywiadu korespondentowi BBC Quentinowi Sommerville, prosząc o przebaczenie i stwierdzając, że nadal popiera „pewne brytyjskie wartości”. Wyjaśniła, że chęć przyłączenia się do Państwa Islamskiego motywowana była filmami propagandowymi w internecie i „dobrym życiem”, którego oczekiwała po przyjeździe. Sommerville jednak zauważył, że Begum nadal przyjmuje ideologię Państwa Islamskiego i próbuje uzasadniać jego zbrodnie. Gdy zapytał ją o zamach na arenę w Manchesterze, stwierdziła, że zabijanie niewinnych ludzi jest złe, ale był to odwet za ataki Wielkiej Brytanii i innych państw zachodnich dokonywane na Bliskim Wschodzie. Na pytania o masowe gwałty, morderstwa i trzymanie ludzi w niewoli odpowiedziała, że szyici „robią to samo” w Iraku.

## Pozbawienie obywatelstwa
Dzień po publikacji wywiadu dla BBC, minister spraw wewnętrznych UK Sajid Javid ogłosił chęć pozbawienia Begum brytyjskiego obywatelstwa. Prawo brytyjskie i międzynarodowe nie pozwala Wielkiej Brytanii na pozbawienie obywatelstwa danej osoby, jeżeli sprawiłoby to, że stanie się ona bezpaństwowcem. Javid stwierdził jednak, że Begum może ubiegać się o obywatelstwo Bangladeszu, jako że jej ojciec pochodzi z tego kraju. Przedstawiciele Bangladeszu zdementowali tę sugestię, kategorycznie odrzucając możliwość zdobycia przez nią obywatelstwa tego kraju. Ponadto stwierdzili, że jeżeli Begum kiedykolwiek pojawi się w Bangladeszu, będzie jej grozić kara śmierci za terroryzm. W mediach pojawiły się opinie, że Begum powinna zostać sprowadzona do Wielkiej Brytanii i oskarżona o zdradę stanu – przestępstwo, o które nikogo nie oskarżono od czasów II wojny światowej. Begum straciła nawet teoretyczną możliwość ubiegania się o obywatelstwo Bangladeszu po ukończeniu 21 lat.
W kwietniu 2019 przyznano Begum pomoc prawną, dzięki której mogła odwołać się od decyzji o pozbawieniu jej obywatelstwa. W lipcu 2020 sąd apelacyjny przyznał jej prawo do powrotu do Wielkiej Brytanii, ponieważ, zdaniem sądu, jest to jedyny możliwy sposób na to, aby mogła odwoływać się od tej decyzji. Wyrok sądu wywołał kontrowersje w mediach, zwłaszcza, że rząd brytyjski ogłosił, że Begum nigdy nie zostanie dopuszczona do powrotu do Wielkiej Brytanii. Sprawa następnie została przekazana do rozpatrzenia brytyjskiemu Sądowi Najwyższemu.  W lutym 2023 r. jej odwołanie zostało oddalone. W 2024 r. Sąd Apelacyjny ostatecznie uznał decyzję pozbawiającą Begum obywatelstwa za prawomocną. 
Shamima Begum, jako bezpaństwowiec, pozostaje w obozie dla uchodźców w Syrii. 